# 鄧肯半島
73°56′S 119°30′W / 73.933°S 119.500°W
鄧肯半島（英語：Duncan Peninsula）是南極洲的半島，位於瑪麗伯德地，處於卡尼島東部，長56公里，美國地質調查局根據該國海軍的空中照片繪入地圖，現時由南極條約體系管理。